# Arthur Lima de Avila
Arthur Lima de Avila é um historiador brasileiro, professor da Universidade Federal do Rio Grande do Sul e vencedor do Prêmio Capes de Teses. 

## Carreira
Historiador, mestre e doutor em história pela Universidade Federal do Rio Grande do Sul (UFRGS), fazendo parte de seu doutorado na Universidade Johns Hopkins, suas áreas de especialidade são teoria da história, história intelectual, usos políticos do passado, historiografia norte-americana, história do Oeste norte-americano e dos Estados Unidos.  Por sua tese de doutorado, intitulada Território contestado: a reescrita da História do Oeste Norte-Americano (c.1985-c.1995), recebeu o Prêmio Capes de Tese em 2011.
Depois de completar sua formação, foi professor em escolas de ensino privado de Porto Alegre e por um ano na Universidade Federal de Pelotas. Desde 2013, é Professor Adjunto, e atualmente chefe, do Departamento de História e professor do Programa de Pós-Graduação em História e do Mestrado profissional de história (ProfHistória) da UFRGS.  Avila também é pesquisador associado externo do Laboratório de Teoria da História e História da Historiografia (LETHIS), da Universidade Federal do Espirito Santo.

## Cursos e palestras
Em 2008, foi palestrante do projeto Debatendo Histórias, organizado pelo governo do Rio Grande do Sul no Museu Júlio de Castilhos, em Porto Alegre.
Em 2016, foi um dos ministrantes do curso O golpe de 2016 e a nova onda conservadora do Brasil, na Universidade Federal do Rio Grande do Sul, com a aula O neoliberalismo e o golpe de 2016. O curso foi tratado como uma resposta à crítica que o então Ministro da Educação, José Mendonça Filho, fez ao posicionamento de intelectuais contra o Impeachment de Dilma Rouseff.

## Publicações
Ao lado dos historiadores Fernando Nicolazzi e Rodrigo Turin, Arthur Avila organizou, em 2019, a coletânea A História (In)disciplinada, pela editora Milfontes.

## Posicionamentos
Nas eleições brasileiras de 2018, assinou, ao lado de outros colegas, a Nota Pública das Professoras e Professores do Departamento de História da UFRGS, onde manifestou repúdio à candidatura de Jair Bolsonaro e apoio à chapa composta por Fernando Haddad e Manuela D'Avila.